# Zanzra
Zanzra est une localité du centre-ouest de la Côte d'Ivoire et appartenant au département de Zuénoula, dans la Région de la Marahoué. La localité de Zanzra est un chef-lieu de commune.